# Алинское
Алинское — поселок в Туруханском районе Красноярского края. В составе Верхнеимбатского сельсовета.

## Географическое положение
Поселок находится примерно в 284 км от центра района — села Туруханск, в 56 км от центра сельсовета, на правом берегу Енисея.

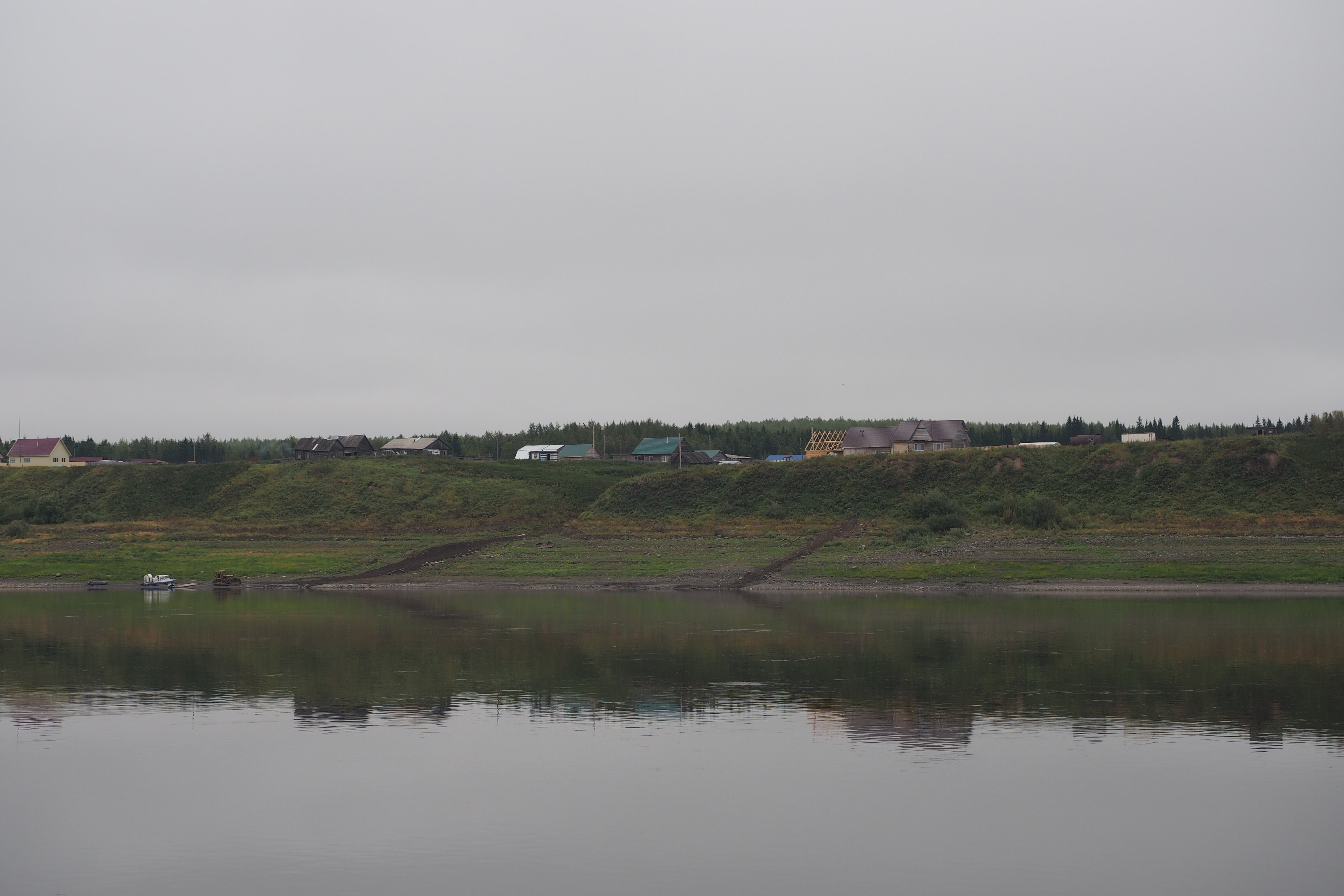
Вид с Енисея

## Климат
Климат резко континентальный. Зима продолжительная. Средняя температура января −30˚С, −36˚С. Лето умеренно теплое. Средняя температура июля от +13˚С до +18˚С. Продолжительность безморозного периода 73 — 76 суток. Осадки преимущественно летние, количество их колеблется от 400—600 мм.

## История
Поселок основан в 1730 году как селение Алинское. Первый засельщик Андрей Петрович Кучеренко. После продолжительного запустения в 1934 основан вновь ссыльными с Поволжья. Поселок значился, как вспомогательный участок Южно-Туруханского госпромхоза. На этот период, в поселке имелась ферма КРС на 38 голов и конюшня на 29 голов. В 1948 в деревне Алинск организован Госсортоучасток в колхозе «Сила». Позднее предполагалось до 1975 г. сселение в село Верхнеимбатск.

## Население
| 2010 |
| ---- |
| 11   |

Численность населения на 1.01.2006 составляло 26 человек.